# 뤼스템 파샤 모스크

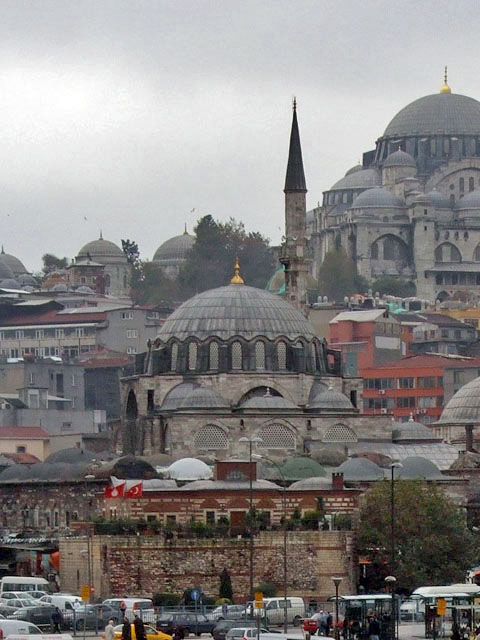
뤼스템 파샤 모스크

뤼스템 파샤 모스크(튀르키예어: Rüstem Paşa Camii 뤼스템 파샤 자미[*])는 터키 이스탄불 에미뇌뉘 지역에 위치한 모스크이다. 오스만 제국 쉴레이만 1세 시대에 건축되었다.

## 역사
뤼스템 파샤 모스크는 재상이자 쉴레이만 1세의 딸 미흐리마 (Mihrimah) 공주의 사위 뤼스템 파샤를 위해 오스만 제국의 건축가 미마르 시난이 설계한 것이다. 1561년 7월 뤼스템 파샤의 사후 모스크는 1561년에서 1563년경에 걸쳐 건축되었다.

## 건축

### 외부
이 모스크는 상가 2층에 세워져 있으며, 상가에 입주해 있는 점포의 임대료는 모스크의 유지에 도움이 되고 있다. Hasırcılar 대로에 접한 아치를 지나 가늘고 구불 구불한 계단과 모스크 옆의 넓은 정원으로 이어지고 있다. 2개 사원의 입구에는 5개의 돔 모양의 차양이 있다.

### 내부
뤼스템 파샤 모스크는 방대한 양의 우아한 이즈니크 타일로 알려져 있다. 다종에 걸친 아름다운 꽃무늬나 기하학 무늬에 따라 미흐라브, 민바르, 벽, 기둥, 현관 외부에 이르기까지 덮여있다. 이 타일은 이즈니크 도자기의 특징인 토마토 레드의 초기 사용을 볼 수 있다. 특히 주랑 현관에서 정문까지의 큰 패널에서는 초기 다마스커스 도자기의 색의 특징이다.

## 갤러리

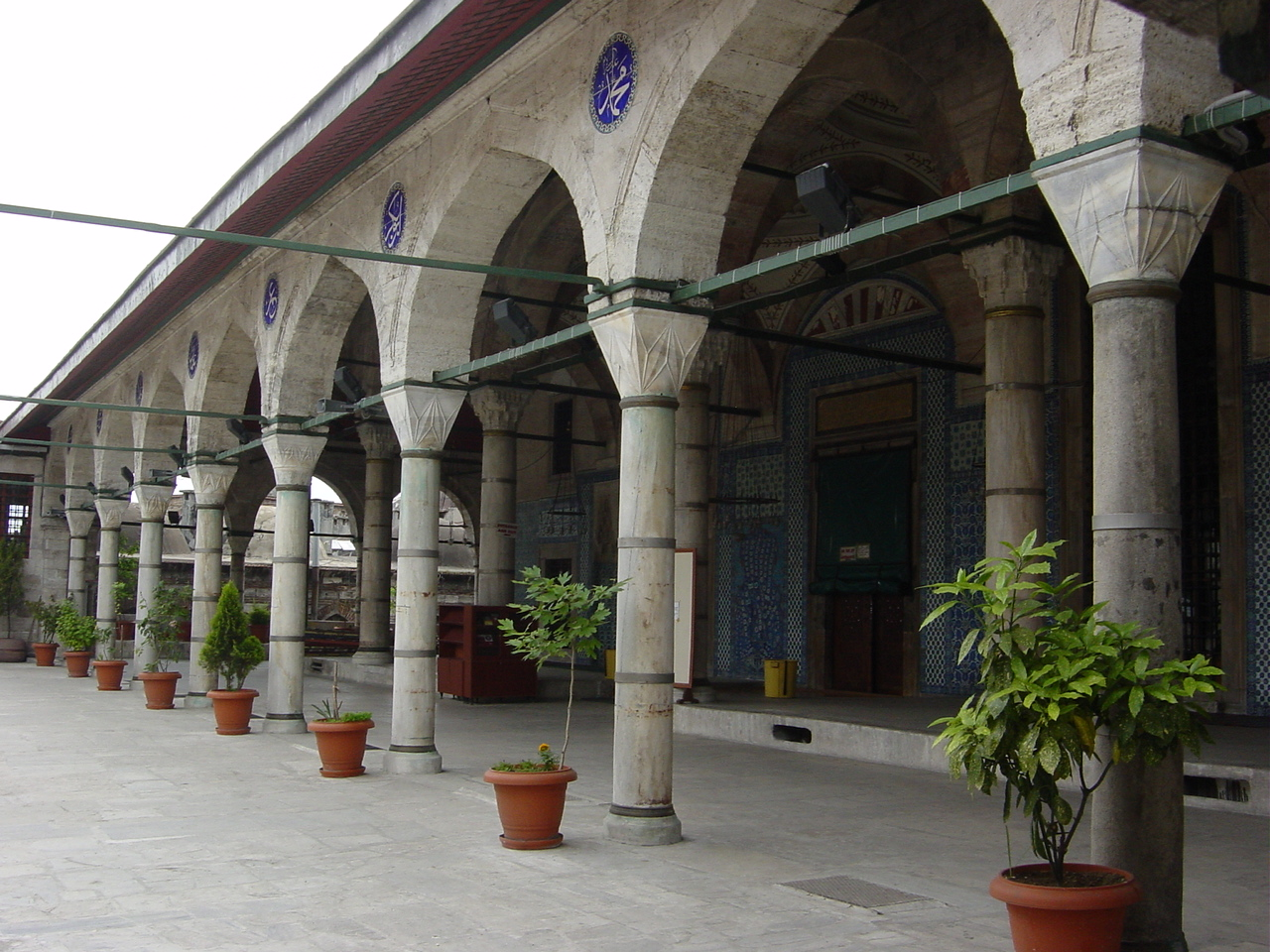
외관
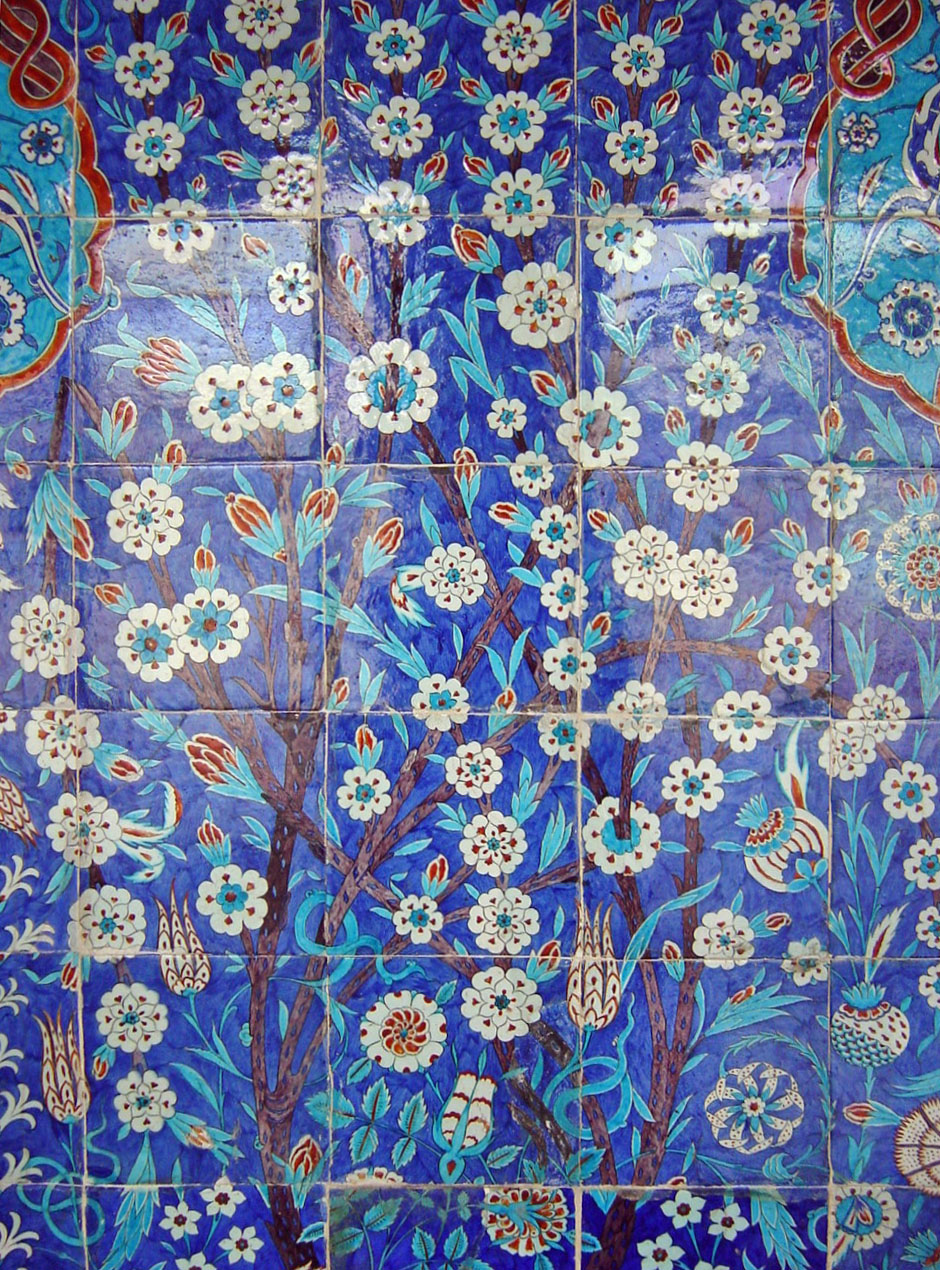
입구의 이즈니크 타일
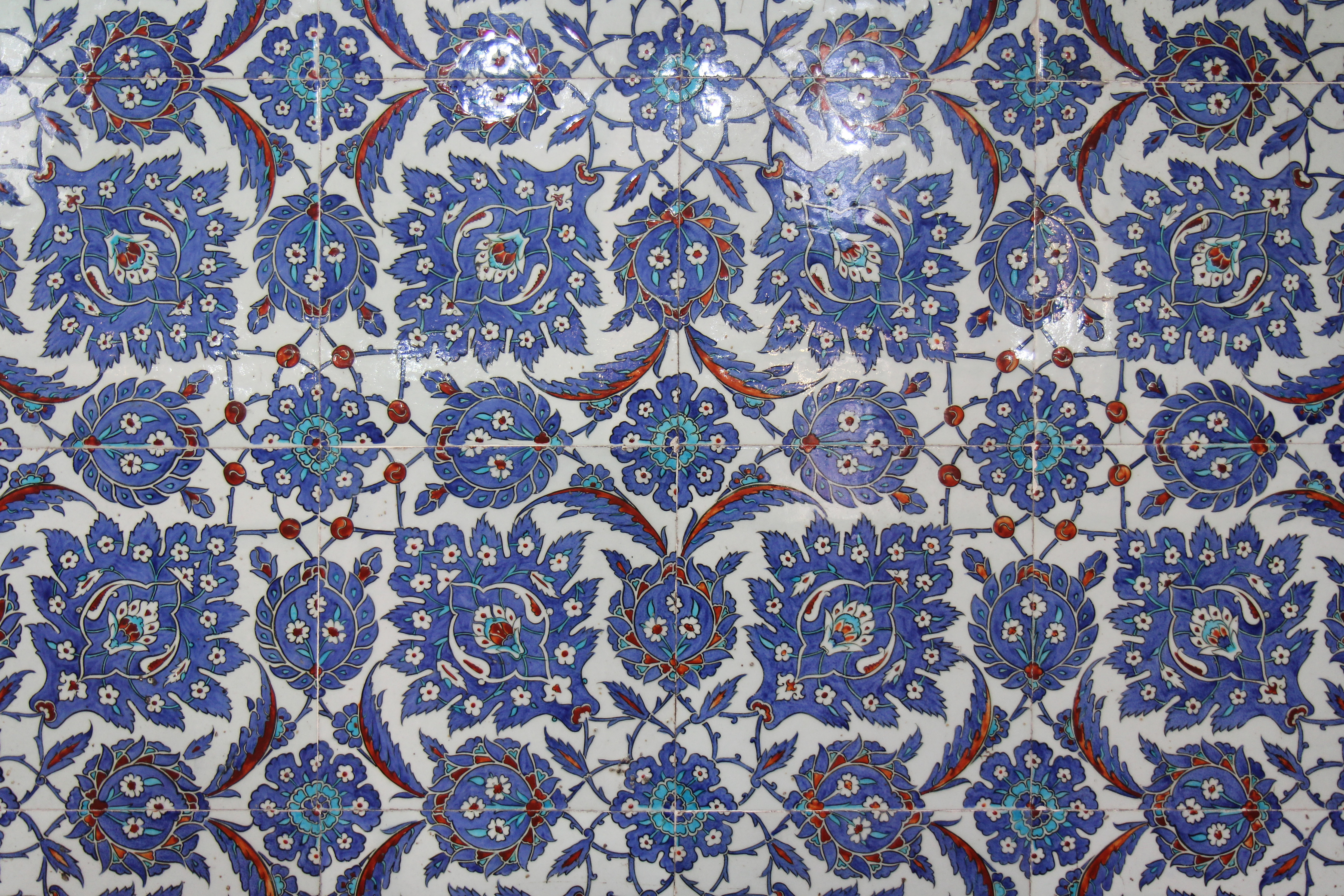
이즈니크 타일
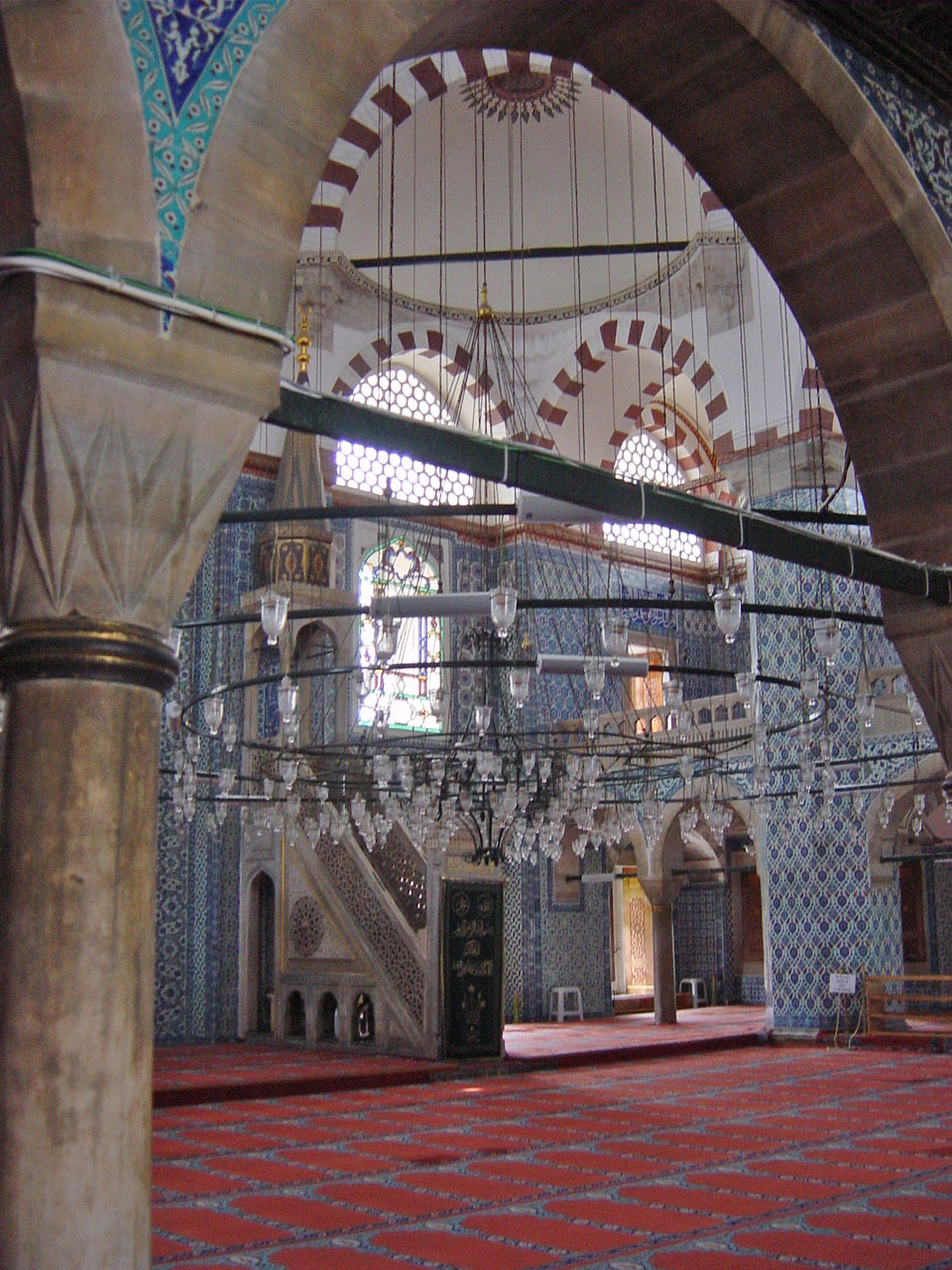
내부 모습
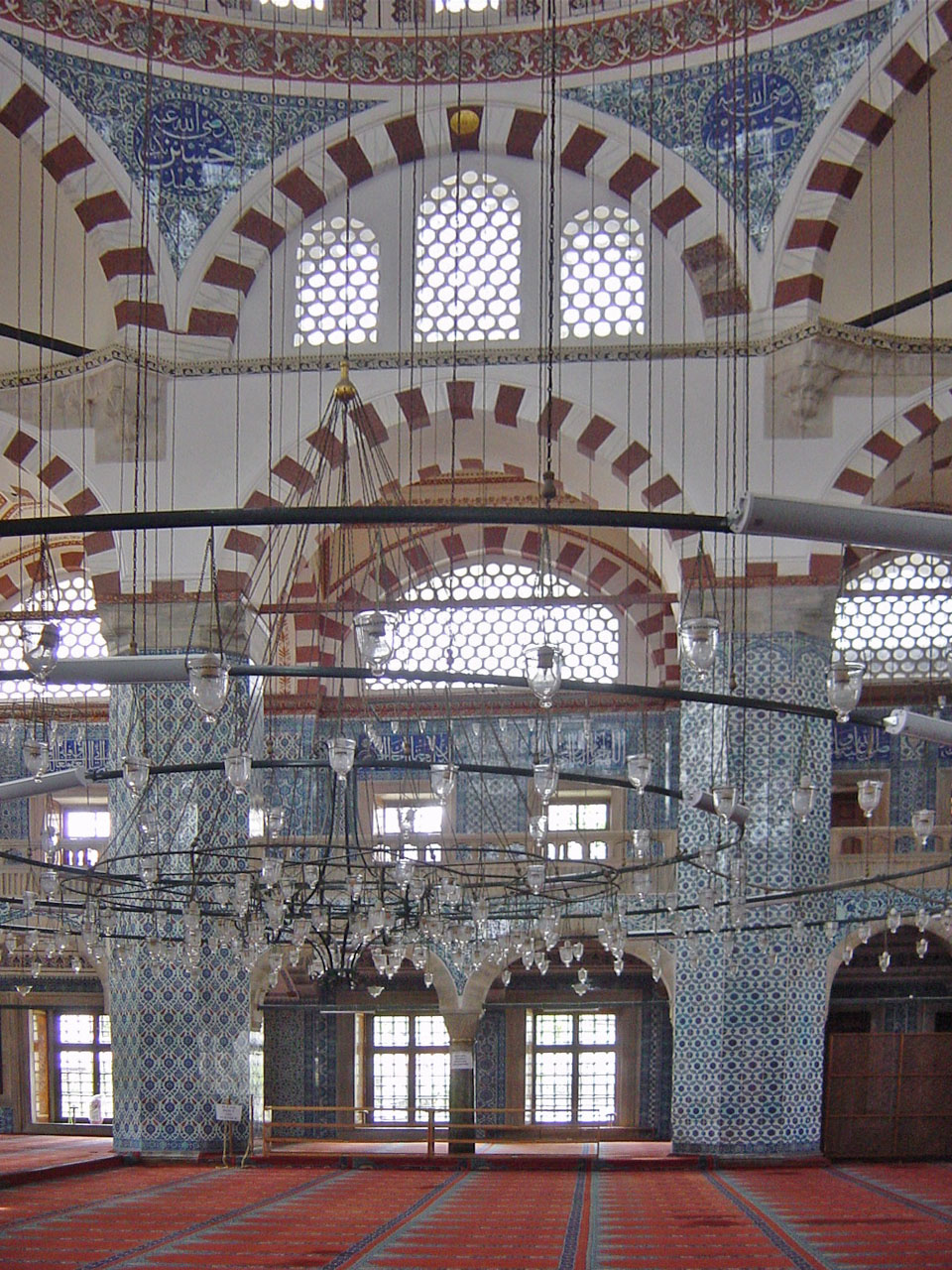
내부 모습
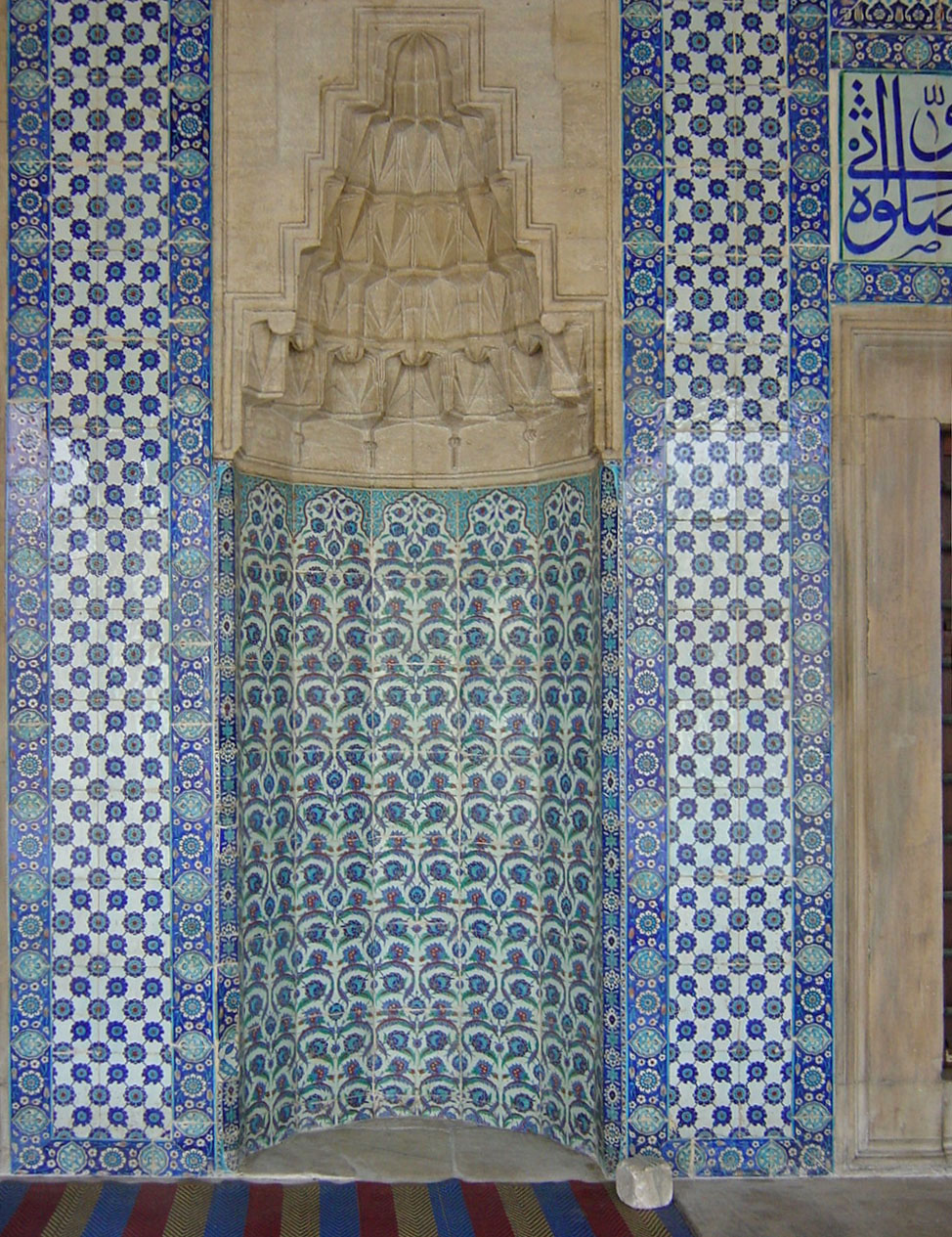
미흐라브